# Paradă

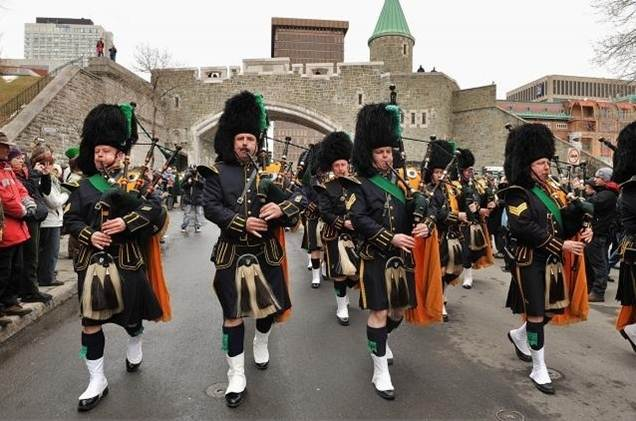
Paradă organizată de ziua Sf. Patrick în Quebec

Parada este un convoi organizat de persoane (și, eventual, autovehicule), de obicei organizată de-a lungul unei străzi, care defilează cu ocazia diferitelor evenimente.
În Marea Britanie, termenul paradă este atribuit, de obicei, fie pentru parade militare, fie pentru alte ocazii în care participanții formează un marș; pentru ocazii de sărbători termenul procesiune este mai obișnuit. În  forțele canadiene, termenul are și câteva conotații mai puțin formale.
 Protestele pot lua forma unor parade,  organizate prin marșuri.

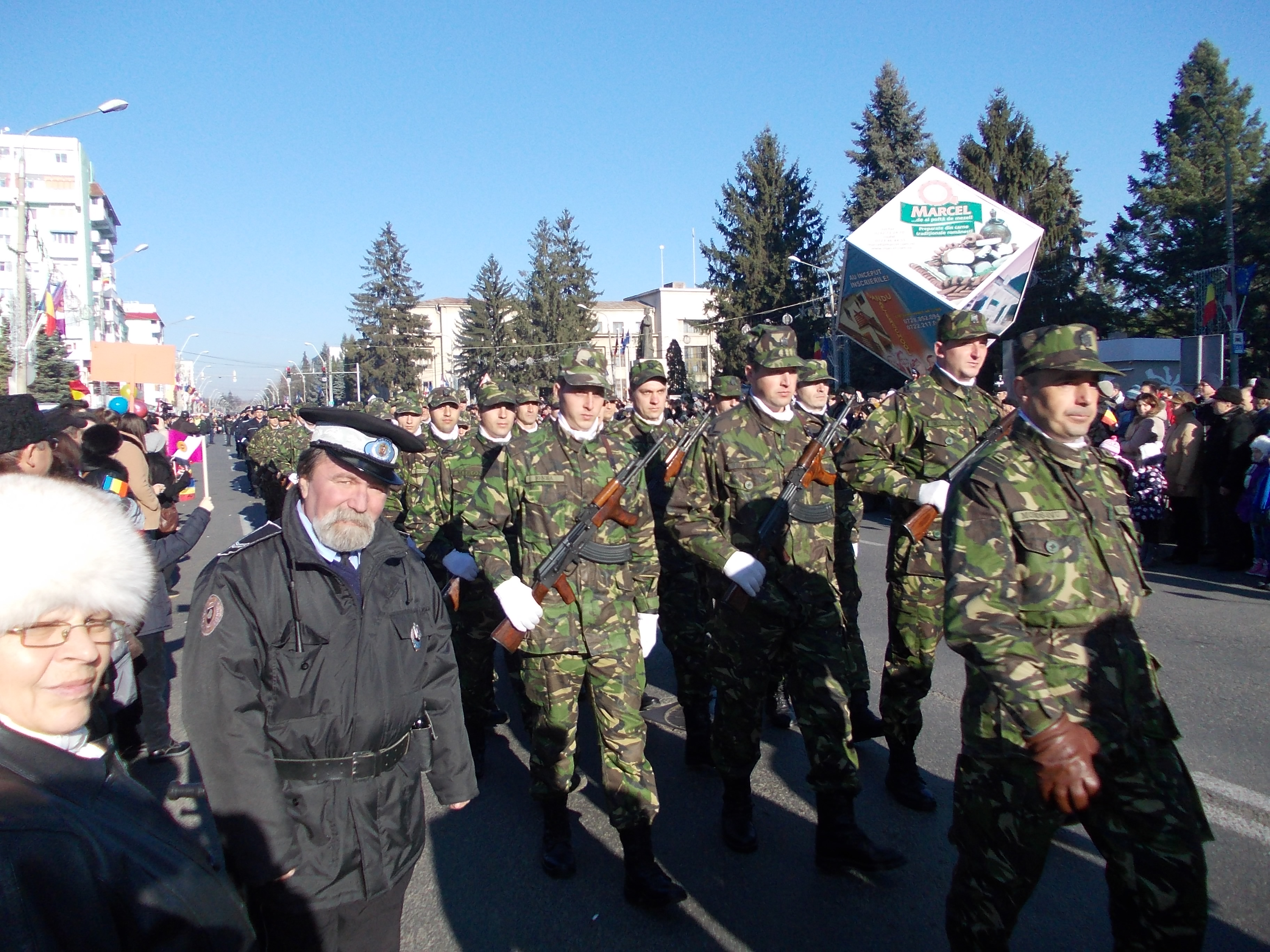
Paradă militară desfăşurată la Roman cu ocazia Zilei Naţionale

## Istorie
Parade militare au fost organizate în Egiptul Antic, Persia, Imperiul Roman și alte state. Una din formele de parade ale armatelor Imperiului Roman a fost triumfele romanilor - intrarea solemnă în Roma comandantului victorios și a trupelor sale. Paradele au fost răspândite pe scară largă în secolul al XVIII-lea în Europa de Vest (Prusia și alte țări), unde acestea făceau parte din sistemul educațional militar.

## Paradă militară
Parade militare - trecerea trupelor armate într-un marș solemn, cu echipament militar sau fără. De obicei se desfășoară în zile de sărbători oficiale, sărbători de stat și de semnificație militară, după finalizarea unor exerciții militare majore (manevre istorice), precum și în timpul funeraliilor personalului militar, conducătorilor statului sau țării și altor persoane decedate pentru a li se acorda onoruri militare (în funcție de disponibilitatea unei astfel de parade).

## Parada cea mai lungă
Cea mai lungă paradă din lume este Hanover Schützenfest care se desfășoară în Hanovra în fiecare an în timpul Schützenfest. Parada are o lungime de 12 kilometri, cu peste 12.000 de participanți din întreaga lume, dintre care mai mult de 100 de trupe și aproximativ 70 de flotoare și vagoane.

## Tipuri
Tipuri de parade:
- Parade militare: parade aeriene, parade ale ostașilor, parade ale vehiculelor de luptă (tancuri etc.)
- Parade alegorice, organizate la diferite sărbători, evenimente, de exemplu: Carnavalul de la Rio, Moros y Cristianos etc.
- Parade cu scop comercial, de exemplu: parada modei.
- Parada Mândriei Gay
- Carnaval
- Circ
- Paradă LGBT